# Fra Mauro
Fra Mauro (XV secolo – 1459) è stato un geografo, cartografo e monaco cristiano italiano del XV secolo, autore dell'omonimo mappamondo, e afferente alla congregazione dei camaldolesi.

## Biografia
La data e il luogo di nascita di Fra Mauro non sono noti. Un suo prolungato e profondo rapporto con Venezia è attestato da una medaglia celebrativa coniata poco dopo la sua morte, sulla quale si legge l'iscrizione Frater Maurus S. Michaelis Muranensis de Venetiis ordinis Camaldulensis cosmographus incomparabilis. Un documento del 1409 fa riferimento a un certo frater Maurus de Venetiis, ma l'identificazione è dubbia.

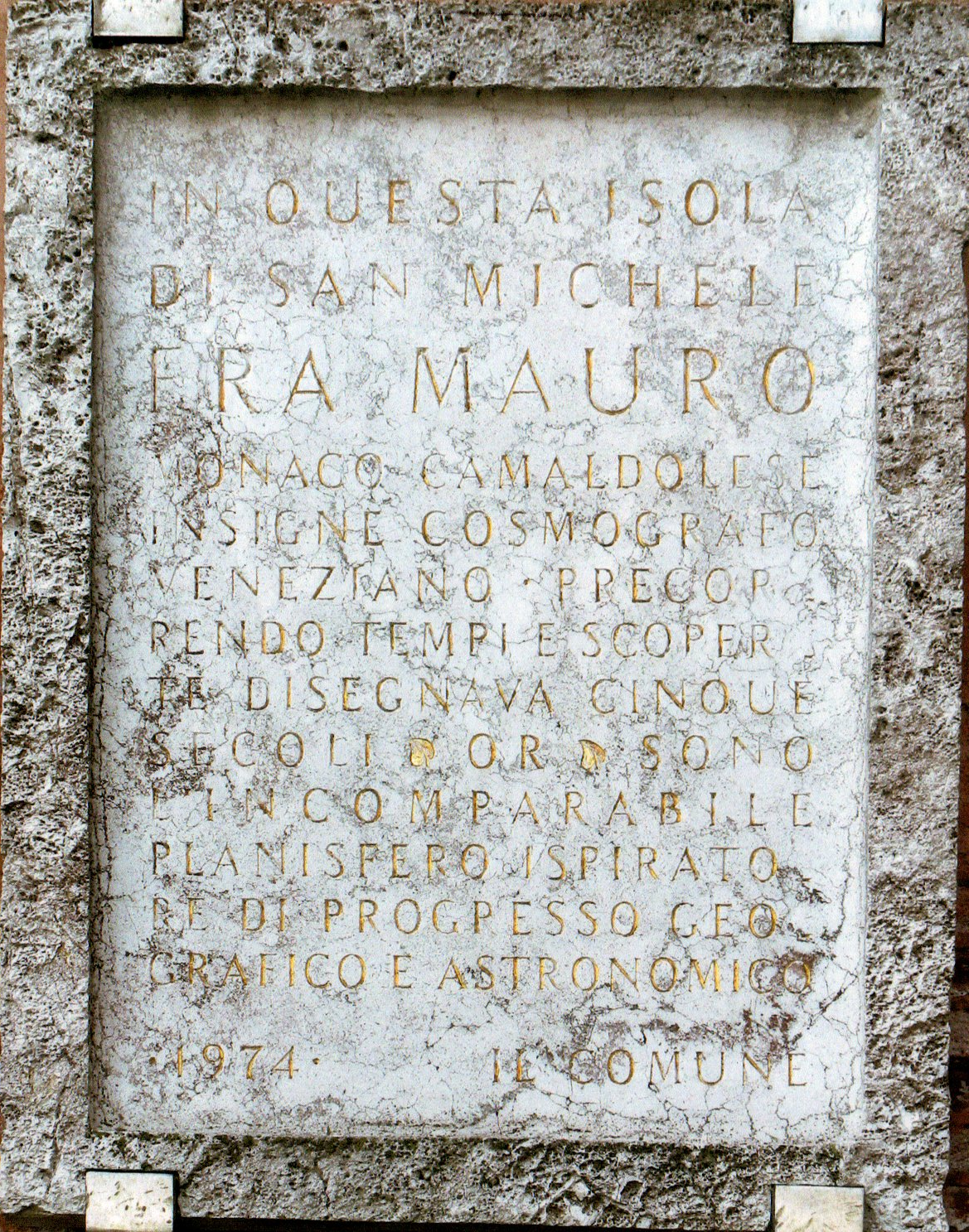
Lapide ricordo di Fra Mauro nel convento di San Michele in isola

Fu attivo tra il 1430 circa e il 1459 circa. Probabilmente entrò in monastero in età adulta e tutte le fonti camaldolesi lo indicano come semplice converso. La prima data certa è il 1433, anno in cui egli è nominato in un capitolare dell'ordine nei cui registri sono spesso annotate le spese per le sue realizzazini cartografiche. Per qualche tempo fu in Istria, nel monastero di San Michele di Leme e nel comune di San Lorenzo del Pasenatico, dove disegnò una mappa dei possedimenti dell'ordine in quella località, perduta nel XVIII secolo ma conservata in una copia a stampa. Nel 1444 si trovava certamente a Venezia, poiché fece parte di una commissione nominata dai Savi alle Acque per la deviazione del fiume Brenta.
Un registro del monastero di San Michele in isola lo indica, nell'anno 1448, intento a formar mappamondi, e l'attività cartografica dovette per lui essere senza dubbio prevalente, quanto meno nell'ultima parte della sua vita. Nei registri di San Michele è pure ricordato alla data del 20 ottobre 1459, verosimilmente a morte avvenuta, il deposito in cassa chiusa da parte di Maffeo Gherardi, abate del monastero, di tutte le carte e i disegni di fra Mauro presso il priore del monastero di San Giovanni alla Giudecca.

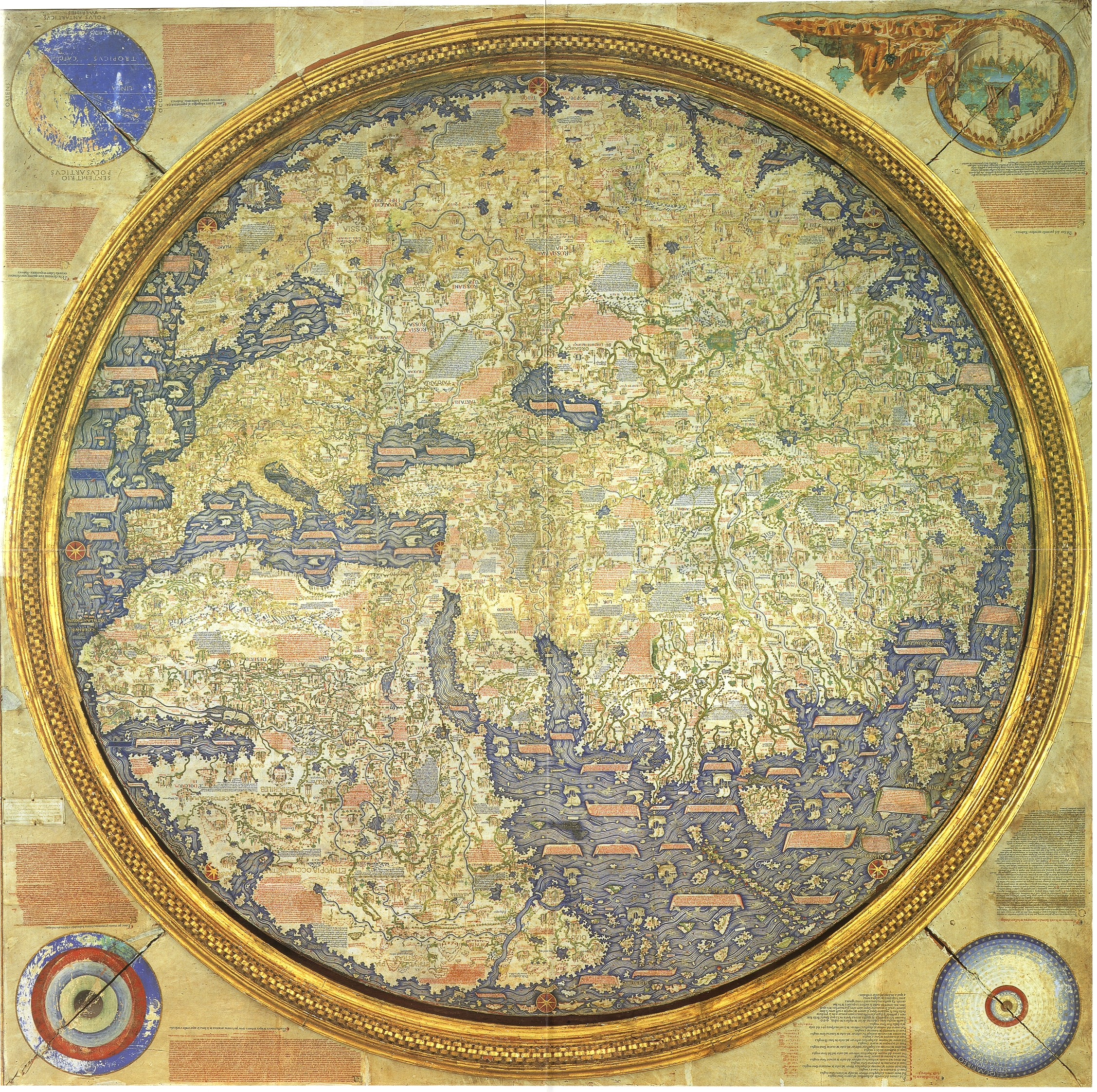
Planisfero di Fra Mauro del 1450 ca. (Rovesciato: la mappa presenta il sud in alto e il nord in basso). La mappa raffigura l'Asia, l'Africa e l'Europa.

## Il Mappamondo di Fra Mauro
Il mappamondo di Fra Mauro, disegnato tra il 1445 e il 1446, riflette la visione del mondo che a metà del Quattrocento si andava delineando in uno dei centri commerciali e culturali più fiorenti d’Europa: la Repubblica di Venezia. Celebrato da Giovanni Battista Ramusio (1485-1557) come uno dei “miracoli di Venezia”, è una tra le opere cosmografiche più importanti di tutti i tempi. Fu disegnato nel monastero di San Michele in Isola, dove rimase per più di tre secoli, prima esposto nella chiesa, poi nella biblioteca del monastero, fino all’età napoleonica. Nel 1810, con la soppressione degli ordini religiosi, fu trasferito a Venezia, prima nella Biblioteca di San Marco, poi a Palazzo Ducale, infine di nuovo nella Biblioteca Nazionale Marciana, dove attualmente è conservato.
Disegnato all’interno di un cerchio di 196 cm di diametro, a sua volta inscritto in una cornice quadrata di 223 centimetri per lato, il mappamondo integra la Geografia di Tolomeo e le carte marine. Comprende migliaia di iscrizioni e centinaia di immagini. Le iscrizioni derivano da fonti scritte e orali che includono autori antichi come Tolomeo (ca. 100-ca. 178) e Plinio (ca. 23-79), autori medievali come Campano da Novara (ca. 1210-1296), Alberto Magno (ca. 1193-1280) e Tommaso d’Aquino (ca. 1225-1274), viaggiatori del secolo precedente come Marco Polo (1254-ca. 1324) e Odorico da Pordenone (ca. 1280-1331), viaggiatori contemporanei come Niccolò de’ Conti (ca. 1395-1469) e Pietro Querini (ca. 1402-ca. 1448), monaci etiopi di passaggio a Venezia, e altre testimonianze anonime che fornirono a Mauro informazioni preziose sulle principali rotte commerciali dell’Oceano Indiano e sulle prime navigazioni dei Portoghesi nell’Oceano Atlantico. La mappa è corredata da un ricchissimo iconografico: città, castelli, templi, monumenti funebri, strade, confini, navi e naufragi, tre rappresentazioni del mondo celeste e uno splendido paradiso terrestre miniato da Leonardo Bellini (attivo ca. 1443-1490).

## Tributi
Il cratere Fra Mauro e l'associata Formazione Fra Mauro sulla Luna prendono nome da lui. Questi siti furono visitati dagli astronauti dell'Apollo 14. La visita del cratere era già un obiettivo della missione Apollo 13, ma il noto incidente ne impedì il compimento.